# Томаш Анзарі
Томаш Анзарі (Tomáš Anzari; нар. 24 червня 1970) — колишній чехословацький тенісист.
Найвищу одиночну позицію світового рейтингу — 134 місце досяг 19 серпня 1991, парну — 80 місце — 22 лютого 1993 року.
Здобув 14 парних титулів.
Найвищим досягненням на турнірах Великого шолома було 3 коло в парному розряді.

## Фінали турнірів ATP за кар'єру

### Парний розряд: 1 (1 поразка)
| Легенда                                          |
| ------------------------------------------------ |
| Турніри Великого шолома (0–0)                    |
| Фінали Світового туру ATP (0–0)                  |
| Фінали Світового туру серії Мастерс ATP(0–0)     |
| Фінали Світового туру серії Чемпіоншип ATP (0–0) |
| Фінали Світової серії Світового туру ATP (0–1)   |

| Титули за покриттям |
| ------------------- |
| Тверде (0–0)        |
| Ґрунт (0–1)         |
| Трава (0–0)         |
| Килим (0–0)         |

| Титули за типом корту |
| --------------------- |
| Відкритий (0–1)       |
| Закритий (0–0)        |

| Результат | В-П | Дата     | Турнір            | Рівень        | Покриття | Партнер        | Суперники                | Рахунок       |
| --------- | --- | -------- | ----------------- | ------------- | -------- | -------------- | ------------------------ | ------------- |
| Поразка   | 0–1 | Тра 1992 | Мюнхен, Німеччина | Світова серія | Ґрунт    | Карл Лімбергер | Девід Адамс Менно Остінг | 6–3, 5–7, 3–6 |

## Фінали ATP Челленджер

### Одиночний розряд: 1 (0–1)
| Фінали за покриттям |
| ------------------- |
| Тверде (0–0)        |
| Ґрунт (0–0)         |
| Трава (0–0)         |
| Килим (0–1)         |

| Результат | В-П | Дата     | Турнір           | Рівень     | Покриття | Суперник      | Рахунок  |
| --------- | --- | -------- | ---------------- | ---------- | -------- | ------------- | -------- |
| Поразка   | 0–1 | Гру 1994 | Простейов, Чехія | Челленджер | Килим    | Кароль Кучера | 0–6, 4–6 |

### Парний розряд: 23 (14–9)
| Фінали за покриттям |
| ------------------- |
| Тверде (1–1)        |
| Ґрунт (10–6)        |
| Трава (1–0)         |
| Килим (2–2)         |

| Результат | В-П  | Дата     | Турнір                    | Рівень     | Покриття | Партнер            | Суперники                           | Рахунок        |
| --------- | ---- | -------- | ------------------------- | ---------- | -------- | ------------------ | ----------------------------------- | -------------- |
| Перемога  | 1–0  | Січ 1990 | Гайльбронн, Німеччина     | Челленджер | Килим    | Давід Рікл         | Байрон Талбот Єрґен Віндаль         | 6–4, 6–4       |
| Перемога  | 2–0  | Бер 1990 | Каїр, Єгипет              | Челленджер | Ґрунт    | Давід Рікл         | Едуардо Массо Крістіан Мініуссі     | 6–3, 6–7, 7–5  |
| Перемога  | 3–0  | Кві 1990 | Сарагоса, Іспанія         | Челленджер | Ґрунт    | Давід Рікл         | Карлос Коста Франсіско Ройг         | 6–3, 7–6       |
| Перемога  | 4–0  | Кві 1991 | Порту, Португалія         | Челленджер | Ґрунт    | Дмитро Поляков     | Паул Гаргейс Марк Куверманс         | 3–6, 6–3, 6–4  |
| Поразка   | 4–1  | Чер 1991 | Севілья, Іспанія          | Челленджер | Ґрунт    | Йозеф Чігак        | Давід Рікл Ерік Віноградскі         | 1–6, 7–6, 3–6  |
| Перемога  | 5–1  | Лип 1991 | Порту, Португалія         | Челленджер | Ґрунт    | Йозеф Чігак        | Хуан Карлос Багена Андрес Гомес     | 7–5, 6–2       |
| Перемога  | 6–1  | Сер 1991 | Пескара, Італія           | Челленджер | Ґрунт    | Йозеф Чігак        | Юган Донар Джон Собел               | 6–3, 6–4       |
| Поразка   | 6–2  | Вер 1991 | Мерано, Італія            | Челленджер | Ґрунт    | Йозеф Чігак        | Карлос Коста Крістіан Мініуссі      | 3–6, 3–6       |
| Перемога  | 7–2  | Кві 1992 | Порту, Португалія         | Челленджер | Ґрунт    | Карл Лімбергер     | Браян Девенінг Бент-Уве Педерсен    | 3–6, 6–1, 6–4  |
| Поразка   | 7–3  | Чер 1992 | Івето, Франція            | Челленджер | Ґрунт    | Жайме Онсінс       | Мікаель Тільстрем Мортен Ренстрем   | 6–7, 7–5, 2–6  |
| Перемога  | 8–3  | Жов 1992 | Реджо-Калабрія, Італія    | Челленджер | Ґрунт    | Брент Гейгарт      | Жоао Кунья е Сілва Дмитро Поляков   | 6–4, 7–6       |
| Поразка   | 8–4  | Жов 1992 | Шербур, Франція           | Челленджер | Килим    | Йост Віннінк       | Крістіан Сакіану Кент Кіннієр       | 1–6, 4–6       |
| Перемога  | 9–4  | Тра 1994 | Калі, Колумбія            | Челленджер | Ґрунт    | Жоао Кунья е Сілва | Кірк Гейґарт Білл Беренс            | 7–6, 3–6, 6–3  |
| Перемога  | 10–4 | Лис 1994 | Рогашка Слатина, Словенія | Челленджер | Килим    | Ян Кодеш мол.      | Баррі Кован Ендрю Річардсон         | 6–5, 6–3       |
| Поразка   | 10–5 | Тра 1995 | Сліма, Мальта             | Челленджер | Тверде   | Патрік Баур        | Маріус Барнард Ліонель Бартез       | 5–7, 3–6       |
| Поразка   | 10–6 | Лип 1995 | Остенде, Бельгія          | Челленджер | Ґрунт    | Емануел Коуту      | Клінтон Феррейра Александар Кітінов | 6–3, 6–7, 3–6  |
| Поразка   | 10–7 | Бер 1997 | Магдебург, Німеччина      | Челленджер | Килим    | Петр Лукса         | Трей Філліпс Кріс Вілкінсон         | 3–6, 4–6       |
| Перемога  | 11–7 | Чер 1997 | Загреб, Хорватія          | Челленджер | Ґрунт    | Давід Родіті       | Паул Роснер Брендон Коуп            | 3–6, 7–6, 7–6  |
| Перемога  | 12–7 | Сер 1997 | Познань, Польща           | Челленджер | Ґрунт    | Давід Рікл         | Хорді Бурільйо Ласло Марковіц       | 6–3, 6–2       |
| Поразка   | 12–8 | Кві 1998 | Ешпіню, Португалія        | Челленджер | Ґрунт    | Альберто Мартін    | Єнс Кніппшильд Стефен Нотебом       | 6–7, 5–7       |
| Поразка   | 12–9 | Тра 1998 | Любляна, Словенія         | Челленджер | Ґрунт    | Альберто Мартін    | Маріус Барнард Стефен Нотебом       | 6–7, 7–6, 6–7  |
| Перемога  | 13–9 | Гру 1999 | Джайпур, Індія            | Челленджер | Трава    | Івабуті Сатосі     | Іво Карлович Юрій Щукін             | 7–6, 4–6, 7–6  |
| Перемога  | 14–9 | Бер 2000 | Мумбай, Індія             | Челленджер | Тверде   | Івабуті Сатосі     | Максім Боє Еял Ерліх                | 7–6(11–9), 6–4 |

## Досягнення
| W | Ф | ПФ | ЧФ | #Р | КТ | К# | DNQ | A | NH |

### Одиночний розряд
| Турніри Великого шлему                 |     |     |     |     |     |       |     |    |
| Відкритий чемпіонат Австралії з тенісу | К3р | К3р |     |     |     | 0 / 0 | 0–0 | –  |
| Відкритий чемпіонат Франції з тенісу   |     | К2р | К2р |     |     | 0 / 0 | 0–0 | –  |
| Вімблдонський турнір                   |     |     |     |     | К1р | 0 / 0 | 0–0 | –  |
| Відкритий чемпіонат США з тенісу       | К1р |     |     |     |     | 0 / 0 | 0–0 | –  |
| В-П                                    | 0–0 | 0–0 | 0–0 | 0–0 | 0–0 | 0 / 0 | 0–0 | –  |
| Тур ATP Мастерс 1000                   |     |     |     |     |     |       |     |    |
| Відкритий чемпіонат Маямі з тенісу     |     |     |     |     | К2р | 0 / 0 | 0–0 | –  |
| Монте-Карло                            |     | 1р  |     |     |     | 0 / 1 | 0–1 | 0% |
| Штутгарт                               | К2р |     |     |     | К2р | 0 / 0 | 0–0 | –  |
| Гамбург                                |     | К2р |     |     |     | 0 / 0 | 0–0 | –  |
| Париж                                  | К1р |     |     |     |     | 0 / 0 | 0–0 | –  |
| В-П                                    | 0–0 | 0–1 | 0–0 | 0–0 | 0–0 | 0 / 1 | 0–1 | 0% |

### Парний розряд
| Турніри Великого шлему                 |     |     |     |     |     |     |     |     |     |     |        |      |     |
| Відкритий чемпіонат Австралії з тенісу |     |     | 1р  | 1р  |     |     |     |     | 1р  | 1р  | 0 / 4  | 0–4  | 0%  |
| Відкритий чемпіонат Франції з тенісу   | 3р  |     | 2р  |     |     |     |     |     | 2р  |     | 0 / 3  | 4–3  | 57% |
| Вімблдонський турнір                   | 1р  |     |     | 1р  |     |     |     |     | 1р  |     | 0 / 3  | 0–3  | 0%  |
| Відкритий чемпіонат США з тенісу       |     |     |     | 2р  |     |     |     |     | 2р  |     | 0 / 2  | 2–2  | 50% |
| В-П                                    | 2–2 | 0–0 | 1–2 | 1–3 | 0–0 | 0–0 | 0–0 | 0–0 | 2–4 | 0–1 | 0 / 12 | 6–12 | 85% |
| Тур ATP Мастерс 1000                   |     |     |     |     |     |     |     |     |     |     |        |      |     |
| Монте-Карло                            | 1р  |     |     |     | К1р |     |     |     |     | К2р | 0 / 1  | 0–1  | 0%  |
| Штутгарт                               |     |     | 1р  |     |     |     |     |     | 2р  | 1р  | 0 / 3  | 1–3  | 25% |
| Гамбург                                | 1р  |     |     |     |     |     |     |     |     |     | 0 / 1  | 0–1  | 0%  |
| Рим                                    | 1р  |     |     |     |     |     |     |     |     |     | 0 / 1  | 0–1  | 0%  |
| В-П                                    | 0–3 | 0–0 | 0–1 | 0–0 | 0–0 | 0–0 | 0–0 | 0–0 | 1–1 | 0–1 | 0 / 6  | 1–6  | 14% |

## Юніорські фінали турнірів Великого шолома

### Парний розряд: 1 (1 поразка)
| Результат | Рік  | Турнір               | Покриття | Партнер    | Суперники                         | Рахунок       |
| --------- | ---- | -------------------- | -------- | ---------- | --------------------------------- | ------------- |
| Поразка   | 1988 | Вімблдонський турнір | Трава    | Давід Рікл | Тодд Вудбрідж Джейсон Столтенберг | 4–6, 6–1, 5–7 |